# Luis Usera
Luis Usera y Bugallal (Talavera de la Reina, 8 de julio de 1890 - 7 de agosto de 1958) fue presidente del Real Madrid después de Luis de Urquijo, ostentó el cargo de 1929 a 1935.

## Vida
Hijo de Víctor María Usera y Rodríguez (1850 - ?) y de su mujer Luisa Bugallal y Araújo (1859 - 1948), que se casó por segunda vez con su cuñado Pedro Usera y Rodríguez y era hermana del II conde de Bugallal. Casó con su prima-hermana Matilde Bugallal y Rodríguez-Fajardo, III condesa de Bugallal, sin descendencia.
Fue el séptimo presidente del Real Madrid y en su mandato el equipo de fútbol logró sus dos primeras ligas, así como una Copa de España, dos Campeonatos Regionales y cinco Campeonatos Mancomunados. Para conseguirlo trabajó en la mejora de la cantera y fichó a grandes figuras de la época, como Ciriaco, Quincoces, Pepe Samitier y, el que fue el mejor portero de entonces, Ricardo Zamora.
Además abrió el Club a muchas otras disciplinas deportivas, destacando la fundación del equipo de Baloncesto el 8 de marzo de 1931, para lo que contó con Ángel Cabrera, ganando ese mismo año la Copa Chapultepec.
| Predecesor: Luis de Urquijo | Presidente del Real Madrid 1929–35 | Sucesor: Rafael Sánchez-Guerra |